# Natação nos Jogos Olímpicos de Verão de 2020 - 800 m livre masculino
A competição dos 800 m livre masculino da natação nos Jogos Olímpicos de Verão de 2020 foi disputada em 27 e 29 de julho de 2021 no Centro Aquático, em Tóquio. Um total de 33 nadadores de 28 Comitês Olímpicos Nacionais (CON) participaram do evento. Esta foi a primeira vez do evento nos Jogos Olímpicos em mais de um século, tendo sido realizado pela última vez em 1904, intitulado de 880 jardas.

## Qualificação
O tempo de qualificação olímpica ao evento foi de 7min54s31. Até dois nadadores por Comitê Olímpico Nacional (CON) poderiam se qualificar automaticamente nadando naquele tempo em um evento de qualificação aprovado. Por sua vez, o tempo de seleção olímpica foi de 8min08s54. Até um nadador por CON estaria elegível para a qualificação com esse tempo com sua entrada classificada em um ranking até que o número de participantes fosse atingido. CONs sem um nadador qualificado em qualquer evento poderiam obter seus lugares através das vagas de universalidade.

## Formato
A competição consiste em duas rodadas: preliminares e final. Os nadadores com os oito melhores tempos nas baterias preliminares avançam a final. Desempates (swim-offs) são utilizados conforme necessário para quebrar os empates de avanço a próxima rodada.

## Calendário
Horário local (UTC+9)
| Data                | Horário | Fase         |
| ------------------- | ------- | ------------ |
| 27 de julho de 2021 | 20:15   | Preliminares |
| 29 de julho de 2021 | 10:30   | Final        |

## Medalhistas
| Ouro   | USA Robert Finke         |
| Prata  | ITA Gregorio Paltrinieri |
| Bronze | UKR Mykhailo Romanchuk   |

## Recordes
Antes desta competição, os recordes mundiais e olímpicos da prova eram os seguintes:
| Tipo | Atleta      | Tempo                | Local     | Data                  |
| ---- | ----------- | -------------------- | --------- | --------------------- |
|      | Zhang Lin   | 7:32.12              | Roma      | 29 de julho de 2009   |
|      | Emil Rausch | 13:11.4 (880 jardas) | St. Louis | 7 de setembro de 1904 |

Os seguintes recordes mundiais e/ou olímpicos foram estabelecidos durante esta competição:
| Data                | Evento       | Atleta                 | Tempo   | Notas            |
| ------------------- | ------------ | ---------------------- | ------- | ---------------- |
| 27 de julho de 2021 | Preliminares | UKR Mykhailo Romanchuk | 7:41.28 | Recorde olímpico |

## Resultados

### Preliminares
Os nadadores com as oito primeiras colocações, independente da bateria, avançam a final.
| Pos. | Bateria | Raia | Nadador                 | CON                 | Tempo   | Notas            |
| ---- | ------- | ---- | ----------------------- | ------------------- | ------- | ---------------- |
| 1    | 4       | 5    | Mykhailo Romanchuk      | UKR Ucrânia         | 7:41.28 | Q,               |
| 2    | 4       | 3    | Florian Wellbrock       | GER Alemanha        | 7:41.77 | Q,               |
| 3    | 4       | 7    | Robert Finke            | USA Estados Unidos  | 7:42.72 | Q,               |
| 4    | 5       | 2    | Felix Auböck            | AUT Áustria         | 7:45.73 | Q,               |
| 5    | 5       | 7    | Guilherme Costa         | BRA Brasil          | 7:46.09 | Q,               |
| 6    | 5       | 3    | Jack McLoughlin         | AUS Austrália       | 7:46.94 | Q                |
| 7    | 4       | 2    | Serhiy Frolov           | UKR Ucrânia         | 7:47.67 | Q                |
| 8    | 5       | 4    | Gregorio Paltrinieri    | ITA Itália          | 7:47.73 | Q                |
| 9    | 4       | 4    | Henrik Christiansen     | NOR Noruega         | 7:48.37 |                  |
| 10   | 4       | 6    | Ahmed Hafnaoui          | TUN Tunísia         | 7:49.14 |                  |
| 10   | 1       | 4    | Victor Johansson        | SWE Suécia          | 7:49.14 | Recorde nacional |
| 12   | 5       | 6    | Gabriele Detti          | ITA Itália          | 7:49.47 |                  |
| 13   | 5       | 1    | Aleksandr Yegorov       | ROC                 | 7:49.97 |                  |
| 14   | 3       | 8    | Daniel Wiffen           | IRL Irlanda         | 7:51.65 | Recorde nacional |
| 15   | 3       | 5    | Alfonso Mestre          | VEN Venezuela       | 7:52.07 |                  |
| 16   | 3       | 7    | Marwan El-Kamash        | EGY Egito           | 7:52.76 |                  |
| 17   | 4       | 8    | Michael Brinegar        | USA Estados Unidos  | 7:53.00 |                  |
| 18   | 2       | 6    | Zac Reid                | NZL Nova Zelândia   | 7:53.06 | Recorde nacional |
| 19   | 3       | 1    | Alexander Nørgaard      | DEN Dinamarca       | 7:53.50 |                  |
| 20   | 2       | 5    | Nguyễn Huy Hoàng        | VIE Vietnã          | 7:54.16 |                  |
| 21   | 4       | 1    | Anton Ipsen             | DEN Dinamarca       | 7:54.98 |                  |
| 22   | 2       | 1    | Ákos Kalmár             | HUN Hungria         | 7:55.85 |                  |
| 23   | 2       | 4    | José Paulo Lopes        | POR Portugal        | 7:56.15 |                  |
| 24   | 3       | 6    | Yiğit Aslan             | TUR Turquia         | 7:56.18 |                  |
| 25   | 3       | 4    | Kieran Bird             | GBR Grã-Bretanha    | 7:57.53 |                  |
| 26   | 2       | 3    | Dimitrios Markos        | GRE Grécia          | 7:58.68 |                  |
| 27   | 2       | 7    | Cheng Long              | CHN China           | 7:58.71 |                  |
| 28   | 5       | 8    | Jan Micka               | CZE República Checa | 7:59.04 |                  |
| 29   | 5       | 5    | David Aubry             | FRA França          | 8:00.16 |                  |
| 30   | 3       | 2    | Ilya Druzhinin          | ROC                 | 8:01.47 |                  |
| 31   | 1       | 3    | Marcelo Acosta          | ESA El Salvador     | 8:03.01 |                  |
| 32   | 1       | 5    | Martin Bau              | SLO Eslovênia       | 8:04.79 |                  |
| 33   | 2       | 2    | Vuk Čelić               | SRB Sérvia          | 8:04.85 |                  |
| 34   | 3       | 3    | Konstantinos Englezakis | GRE Grécia          | DNS     |                  |

### Final
Os três nadadores mais rápidos na final conquistaram as medalhas.
| Pos. | Raia | Nadador              | CON                | Tempo   | Notas            |
| ---- | ---- | -------------------- | ------------------ | ------- | ---------------- |
| 01 ! | 3    | Robert Finke         | USA Estados Unidos | 7:41.87 | Recorde nacional |
| 02 ! | 8    | Gregorio Paltrinieri | ITA Itália         | 7:42.11 |                  |
| 03 ! | 4    | Mykhailo Romanchuk   | UKR Ucrânia        | 7:42.33 |                  |
| 4    | 5    | Florian Wellbrock    | GER Alemanha       | 7:42.68 |                  |
| 5    | 7    | Jack McLoughlin      | AUS Austrália      | 7:45.00 |                  |
| 6    | 1    | Serhiy Frolov        | UKR Ucrânia        | 7:45.11 |                  |
| 7    | 6    | Felix Auböck         | AUT Áustria        | 7.49.11 |                  |
| 8    | 2    | Guilherme Costa      | BRA Brasil         | 7:53.31 |                  |

Legenda
| Recorde mundial      | Recorde mundial (World record)               |                       | Recorde africano                      | Recorde africano (African) |                                           | Q | Classificado por posição (Qualified) |
| Recorde olímpico     | Recorde olímpico (Olympic record)            | Recorde da América    | Recorde da América (Americas)         | q                          | Classificado por melhor tempo (Qualified) |   |                                      |
| Melhor marca do ano  | Melhor marca do ano (World leading)          | Recorde asiático      | Recorde asiático (Asian)              | DNS                        | Não largou (Did not start)                |   |                                      |
| Recorde nacional     | Recorde nacional (National record)           | Recorde europeu       | Recorde europeu (European)            | DNF                        | Não terminou (Did not finish)             |   |                                      |
| Recorde pessoal      | Recorde pessoal do atleta (Personal best)    | Recorde da Oceania    | Recorde da Oceania (Oceania)          | DSQ / DQ                   | Desclassificado (Disqualified)            |   |                                      |
| Recorde da temporada | Recorde da temporada do atleta (Season best) | Recorde sul-americano | Recorde sul-americano (South America) | NM                         | Sem marca (No mark)                       |   |                                      |